# Madea : Protection de témoins
Série Madea (en)
Madea's Big Happy Family
(2011) A Madea Christmas
(2013)
Pour plus de détails, voir Fiche technique et Distribution.
Madea : Protection de témoins (Madea's Witness Protection) est un film américain réalisé par Tyler Perry et sorti en 2012. Il s'agit du septième film mettant en vedette le personnage de Madea (en).

## Synopsis
Un banquier qui a dénoncé un système de Ponzi doit se cacher avec sa famille chez Madea.

## Fiche technique
- Titre : Madea : Protection de témoins
- Titre original : Madea's Witness Protection
- Réalisation : Tyler Perry
- Scénario : Tyler Perry
- Musique : Aaron Zigman
- Photographie : Alexander Gruszynski
- Montage : Maysie Hoy
- Production : Ozzie Areu, Paul Hall et Tyler Perry
- Société de production : The Tyler Perry Company
- Société de distribution : Lionsgate (États-Unis)
- Pays :  États-Unis
- Genre : Comédie dramatique et policier
- Durée : 114 minutes
- Dates de sortie : 
  -  États-Unis : 29 juin 2012

## Distribution
- Tyler Perry : Madea / Joe / Brian
- Eugene Levy : George Needleman
- Denise Richards : Kate Needleman
- Doris Roberts : Barbara
- Romeo Miller : Jake
- Tom Arnold : Walter
- John Amos : le pasteur Nelson
- Marla Gibbs : Hattie
- Danielle Campbell : Cindy
- Devan Leos : Howie
- Nelson Bonilla : l'agent Mulligan
- Frank Brennan : Jack Goldenberg

## Accueil
Le film a reçu un accueil mitigé de la critique. Il obtient un score moyen de 42 % sur Metacritic.